# Hoffelt
Hoffelt (luxembourgeois : Houfelt) est une section de la commune luxembourgeoise de Wincrange située dans le canton de Clervaux.

## Histoire
Hoffelt faisait partie de la commune de Hachiville jusqu’à la fusion de communes du 1er janvier 1978.